# Péninsule d'Oshika
La péninsule d'Oshika (牡鹿半島, Oshika-hantō) est une péninsule située dans le nord-ouest de la préfecture de Miyagi, à Honshū au Japon.

## Géographie
La péninsule d'Oshika s'étend sur les municipalités d'Ishinomaki et Onagawa. Elle est bordée par l'océan Pacifique au nord-est et la baie d'Ishinomaki au sud-ouest. Elle marque la limite méridionale de la côte de Sanriku.
Le point culminant est le mont Mitsuyama à 445 m d'altitude. Au large de la péninsule se trouvent les îles Oshika, dont Tashiro-jima.
La centrale nucléaire d'Onagawa est située dans le nord-est de la péninsule.